# Víctor Manuel Ramos (periodista y escritor)
Este artículo trata sobre el escritor y periodista dominicano Víctor Manuel Ramos. Para el médico y escritor hondureño, véase Víctor Manuel Ramos (poeta).

Víctor Manuel Ramos (n. Santiago, República Dominicana, 1974) es un escritor dominicano, autor de cuento y novela, y periodista. Ramos nació en Santiago de los Caballeros, República Dominicana y ha residido en Nueva York, y Orlando, Florida, en Estados Unidos por muchos años.  En 2005 publicó Morirsoñando: cuentos agridulces, 1998-2005 y en 2010 resultó ganador del Primer Certamen Literario de la Academia Norteamericana de la Lengua Española, que se convocó en Estados Unidos para autores que escriben en español, por su novela La vida pasajera.
La novela, que se centra en la experiencia migratoria de los dominicanos en Nueva York, fue publicada por la Fundación Instituto Castellano y Leonés de la Lengua en Burgos, España.  Sus cuentos alternan entre las realidades de República Dominicana y la vida de los latinoamericanos en Estados Unidos.
Ramos ha hecho periodismo en español y en inglés en Estados Unidos, laborando para El Diario/La Prensa, Newsday y el Orlando Sentinel. En la actualidad es editor para The New York Times.

## Obra
- Morirsoñando: cuentos agridulces (1998-2008), cuentos. Primera edición, titulada Morirsoñando: Cuentos agridulces (1998-2005), Libros en Red, Buenos Aires, Argentina, enero de 2006.[11][12]
- La vida pasajera, novela. Primera edición, Fundación Instituto Castellano y Leonés de la Lengua, Burgos, España, abril de 2011.[6]
- Bienvenido a la patria y otros cuentos ausentes, cuentos. Primera edición, Ediciones Arrebol, agosto de 2022.[13]